# 托波里夫
50°6′26″N 24°43′33″E / 50.10722°N 24.72583°E
托波里夫（烏克蘭語：Топорів），是烏克蘭西部的村莊，隸屬利維夫州的佐洛奇夫區。該村始建於1605年，面積0.56平方公里，海拔高度210米，2001年人口1,043，人口密度每平方公里1,862.5人。